# Liste der Kulturdenkmale in Käerjeng
In der Liste der Kulturdenkmale in Käerjeng sind alle Kulturdenkmale der luxemburgischen Gemeinde Käerjeng aufgeführt (Stand: 15. Juli 2025).

## Kulturdenkmale nach Ortsteil

### Fingig
| Bild                                  | Bezeichnung                           | Lage                 | Beschreibung | Stufe | Eingetragen seit |
| ------------------------------------- | ------------------------------------- | -------------------- | ------------ | ----- | ---------------- |
| Kapelle mit den sie umgebenden Bäumen | Kapelle mit den sie umgebenden Bäumen | rue Centrale (Karte) |              | IS    | 8. Dezember 1989 |

### Küntzig
| Bild           | Bezeichnung              | Lage                        | Beschreibung | Stufe | Eingetragen seit  |
| -------------- | ------------------------ | --------------------------- | --- | ----- | ----------------- |
| Weitere Bilder | Schloss Küntzig          | 18, rue de l’Eglise (Karte) | Das Schloss wurde 1665 von Johann Ferdinand von Blanchard im Renaissance-Stil erbaut. Anfang des 18. Jahrhunderts wurde es im Barockstil umgebaut. Im Jahr 2009 wurden umfangreiche Restaurierungsarbeiten abgeschlossen. Seit Sommer 2020 wird das Schloss als Gästehaus genutzt. Auffälligstes Attribut des zweigeschossigen Putzbaus mit drei Achsen ist ein oktogonaler Turm an der Südwestecke. | PCN   | 21. Dezember 2007 |
| Weitere Bilder | Pfarrkirche mit Friedhof | rue de l’Église (Karte)     | Die katholische Remigiuskirche wurde 1726 errichtet. Das Langhaus mit vier Achsen endet in einem ⅝-Chor. Das barocke Eingangsportal mit Sprenggiebel sitzt in einem Glockenturm vor dem Langhaus. | IS    | 8. März 1984      |
| Gebäude        | Gebäude                  | 20, rue de l’Eglise (Karte) | | IS    | 23. April 2007    |
| Gebäude        | Gebäude                  | 2, rue Basse (Karte)        | | IS    | 5. Juni 2012      |

### Linger
| Bild                           | Bezeichnung                    | Lage                                     | Beschreibung | Stufe | Eingetragen seit |
| ------------------------------ | ------------------------------ | ---------------------------------------- | ------------ | ----- | ---------------- |
| Gebäude mit angrenzender Wiese | Gebäude mit angrenzender Wiese | 37 und 37A, rue de la Libération (Karte) |              | IS    | 14. Mai 1991     |

### Niederkerschen
| Bild    | Bezeichnung | Lage                              | Beschreibung | Stufe | Eingetragen seit |
| ------- | ----------- | --------------------------------- | ------------ | ----- | ---------------- |
| Gebäude | Gebäude     | 211, avenue de Luxembourg (Karte) |              | PCN   | 7. Februar 2020  |
| Gebäude | Gebäude     | 275, avenue de Luxembourg (Karte) |              | PCN   | 20. Januar 2023  |

### Oberkerschen
| Bild                            | Bezeichnung                     | Lage                                          | Beschreibung | Stufe | Eingetragen seit  |
| ------------------------------- | ------------------------------- | --------------------------------------------- | --- | ----- | ----------------- |
| Pfarrhaus                       | Pfarrhaus                       | rue de l’Eglise/34, rue de Bascharage (Karte) | | PCN   | 15. Juni 2007     |
| ehemaliger Bauernhof mit Garten | ehemaliger Bauernhof mit Garten | 3, rue de la Gare (Karte)                     | | PCN   | 27. Juni 2008     |
| Gebäude                         | Gebäude                         | 10, rue Jean-Pierre Origer (Karte)            | | PCN   | 31. Juli 2009     |
| Weitere Bilder                  | Pfarrkirche mit Platz           | an der rue de l’Église (Karte)                | Die Dionysius-Kirche wurde von 1740 bis 1744 an Stelle einer älteren Kirche errichtet, wie der Schlussstein im Portal verrät. Lisenen und Strebewerk gliedert die Kirchenfassade und ihre vier Fensterachsen. An das Langhaus schließt sich ein ⅝-Chor an. Auf der gegenüberliegenden Seite sitzt ein gedrungener Glockenturm mit Eingangsportal und Zwiebelhaube. | IS    | 28. Januar 1971   |
| Kapelle mit hölzernem Kruzifix  | Kapelle mit hölzernem Kruzifix  | neben 51, rue de Bascharage (Karte)           | | IS    | 13. Dezember 1983 |
| Gebäude mit Garten und Platz    | Gebäude mit Garten und Platz    | 1, rue du X Septembre (Karte)                 | | IS    | 14. Mai 1991      |
| Eiche                           | Eiche                           | 14, rue Jean-Pierre Thiry (Karte)             | | IS    | 6. April 2017     |

Legende: PCN – Immeubles et objets bénéficiant des effets de classement comme patrimoine culturel national; IS – Immeubles et objets inscrits à l’inventaire supplémentaire

## Quelle
- Liste des immeubles et objets beneficiant d’une protection nationales, Nationales Institut für das gebaute Erbe, Fassung vom 11. Juli 2022, S. 52 f. (PDF)

- Karte mit allen Koordinaten:
- OSM |
- WikiMap

Bad Mondorf |
Bartringen |
Bauschleiden |
Bech |
Beckerich |
Befort |
Berdorf |
Bettemburg |
Bettendorf |
Betzdorf |
Bissen |
Biwer |
Burscheid |
Bous-Waldbredimus |
Clerf |
Colmar-Berg |
Consdorf |
Contern |
Dalheim |
Diekirch |
Differdingen |
Dippach |
Düdelingen |
Echternach |
Ell |
Ernztalgemeinde |
Erpeldingen an der Sauer |
Esch an der Alzette |
Esch an der Sauer |
Ettelbrück |
Fels |
Feulen |
Fischbach |
Flaxweiler |
Frisingen |
Garnich |
Goesdorf |
Grevenmacher |
Grosbous-Wahl |
Habscht |
Heffingen |
Helperknapp |
Hesperingen |
Junglinster |
Käerjeng |
Kayl |
Kehlen |
Kiischpelt |
Koerich |
Kopstal |
Lenningen |
Leudelingen |
Lintgen |
Lorentzweiler |
Luxemburg |
Mamer |
Manternach |
Mersch |
Mertert |
Mertzig |
Monnerich |
Niederanven |
Nommern |
Parc Hosingen |
Petingen |
Préizerdaul |
Pütscheid |
Rambruch |
Reckingen/Mess |
Redingen/Attert |
Reisdorf |
Remich |
Roeser |
Rosport-Mompach |
Rümelingen |
Saeul |
Sandweiler |
Sassenheim |
Schengen |
Schieren |
Schifflingen |
Schüttringen |
Stadtbredimus |
Stauseegemeinde |
Steinfort |
Steinsel |
Strassen |
Tandel |
Ulflingen |
Useldingen |
Vianden |
Vichten |
Waldbillig |
Walferdingen |
Weiler zum Turm |
Weiswampach |
Wiltz |
Winseler |
Wintger |
Wormeldingen